# 野間友一
野間 友一（のま ともいち、1932年10月5日 - 2012年5月17日）は日本の弁護士、政治家。衆議院議員（日本共産党公認、通算5期）。日本共産党和歌山県副委員長。

## 来歴
兵庫県多紀郡篠山町（現・丹波篠山市）出身。早稲田大学法学部を卒業後、総評弁護団及び自由法曹団に参加。1972年の衆院選に和歌山1区から出馬し初当選、和歌山県初の共産党国会議員となった。以後衆議院議員を5期務めるが、1990年の衆院選で落選する。
2002年10月28日、「古希団員」として表彰を受ける。議員引退後は、和歌山県和歌山市の「きのくに法律事務所」に勤務していた。

## 政歴
- 1972年 第33回衆議院議員総選挙 和歌山1区 当選
- 1976年 第34回衆議院議員総選挙 和歌山1区 落選
- 1979年 第35回衆議院議員総選挙 和歌山1区 当選
- 1980年 第36回衆議院議員総選挙 和歌山1区 当選
- 1983年 第37回衆議院議員総選挙 和歌山1区 当選
- 1986年 第38回衆議院議員総選挙 和歌山1区 当選
- 1990年 第39回衆議院議員総選挙 和歌山1区 落選

## 著書
- 『紀ノ川のように:野間友一随想・対談集』（野間友一著作刊行委員会、1986年5月）